# Protoeslaus
Els pobles protoeslaus o primers eslaus van ser un grup divers de societats tribals que van viure durant el període migratori i durant l'Alta edat mitjana (aproximadament entre els segles V i X) a l'Europa central i oriental, i van establir les bases de les nacions i estats eslaus durant la Plena edat mitjana. El primer ús escrit del nom "eslaus" data del segle vi, quan les tribus eslaves habitaven una gran part de l'Europa central i oriental. Aleshores, els grups ètnics iranians nòmades que vivien a l'estepa eurasiàtica (els escites, sàrmates, alans, etc.) havien estat absorbits per la població eslava de la regió. Durant els dos segles següents, els eslaus es van expandir al sud-oest cap als Balcans i els Alps i al nord-est cap al riu Volga. L'habitat original dels eslaus encara és una qüestió de controvèrsia, però els estudiosos creuen que va ser en algun lloc d'Europa de l'Est.
A partir del segle vii, els eslaus es van cristianitzar gradualment, tant per l'ortodòxia bizantina com el catolicisme romà. Al segle XII, eren la població bàsica d'una sèrie d'estats cristians medievals: eslaus orientals a la Rus de Kíev, eslaus del sud a l'Imperi Búlgar, el Principat de Sèrbia, el Regne de Croàcia i el Banat de Bòsnia i els eslaus occidentals, al Principat de Nitra, la Gran Moràvia, el Ducat de Bohèmia i el Regne de Polònia. El principat eslau més antic conegut de la història va ser Carantània, establert al segle VII pels eslaus alpins orientals, avantpassats dels eslovens actuals. L'assentament eslau dels Alps orientals comprenia l'actual Eslovènia, el Friül oriental i gran part de l'actual Àustria.